# Molsalamanders
Molsalamanders (Ambystomatidae) zijn een familie van salamanders (Caudata).
De meeste soorten leven uitsluitend op het land en zijn alleen voor de ontwikkeling afhankelijk van oppervlaktewater. Een aantal soorten, met als bekendste de axolotl (Ambystoma mexicanum), kent echter neotenie en kan zich voortplanten terwijl de juveniele kenmerken behouden blijven. Ook komen hybriden regelmatig voor, het betreft meestal diploïde vrouwtjes, maar ook polyploïde exemplaren, zoals triploïde, tetraploïde en pentaploïde, komen voor. Sommige van deze hybriden werden lange tijd als soort beschouwd, zoals de zilversalamander, maar de status daarvan wordt tegenwoordig betwist.

## Kenmerken
Molsalamanders hebben een dikke, rubberachtige huid, een rond cilindrisch lichaam met stompe kop en kleine, dikke ledematen. De ogen puilen vaak wat uit.

## Verspreiding en leefgebied
De salamanders zijn te vinden in geheel Noord-Amerika van Alaska tot Mexico.

## Taxonomie
Er zijn 37 soorten, waarvan er 33 behoren tot het geslacht Ambystoma en vier tot Dicamptodon. Deze soorten werden tot voor kort tot een aparte familie gerekend: Dicamptodontidae. Uit het pleistoceen is het uitgestorven geslacht Amphitriton bekend.
In onderstaande lijst zijn alleen de bekendere soorten weergegeven.
Familie Ambystomatidae
- Geslacht Ambystoma
  - Soort Ambystoma californiense
  - Soort Netsalamander (Ambystoma cingulatum)
  - Soort Ambystoma gracile (geen Nederlandse naam)
  - Soort Jeffersons salamander (Ambystoma jeffersonianum)
  - Soort Blauwgevlekte salamander (Ambystoma laterale)
  - Soort Langteensalamander (Ambystoma macrodactylum)
  - Soort Gevlekte salamander (Ambystoma maculatum)
  - Soort Axolotl (Ambystoma mexicanum)
  - Soort Gemarmerde salamander (Ambystoma opacum)
  - Soort Molsalamander (Ambystoma talpoideum)
  - Soort Tijgersalamander (Ambystoma tigrinum)
  - Hybride Zilversalamander (Ambystoma platineum)
- Geslacht Dicamptodon
  - Soort Dicamptodon aterrimus
  - Soort Pacifische reuzensalamander (Dicamptodon ensatus)